# Station Ringsted
Station Ringsted is een station in Ringsted, Denemarken. 
Het station is geopend in 1856. Het huidige stationsgebouw werd in 1924 in gebruik genomen.